# David G. Roskies

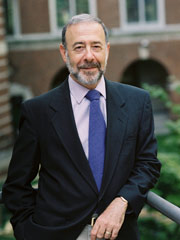
David G. Roskies (2009)

David G. Roskies (* 2. März 1948 in Montreal) ist ein nordamerikanischer Literaturwissenschaftler und Kulturhistoriker und international anerkannter Autor und Herausgeber zahlreicher Veröffentlichungen auf dem Gebiet der jiddischen Literatur und der Kultur des osteuropäischen Judentums. Roskies ist Inhaber des Sol and Evelyn Henkind Lehrstuhls für Jiddische Literatur und Kultur und Professor für Jüdische Literatur am Jewish Theological Seminary of America in New York. Seit Februar 2010 ist Roskies außerdem Direktor des neuen Zentrums für Jiddisch-Studien an der Ben-Gurion-Universität im Negev in Israel.

## Biografie
Roskies wurde 1948 in Montreal geboren, wohin seine Familie 1940 aus Vilnius über Budapest, Athen, Lissabon und New York emigriert war. Roskies Mutter Masha (geb. 1906 in Vilnius) war die Tochter von Fradl Matz, der Betreiberin der „Matz-Presse“, eines Verlagshauses, das Gebetbücher, Bibeln und populäre jiddische Literatur vertrieb. Er ist der jüngere Bruder der Jiddistin Ruth R. Wisse. Das Elternhaus Roskies in Montreal wurde zu einem Salon für jiddische Autoren, Schauspieler und Künstler, in dem u. a. Isaac B. Singer, Melekh Ravitch, Itzik Manger, Avrom Sutzkever und Rachel Korn zu Gast waren. Nach dem Besuch jiddischer Schulen in Montreal studierte Roskies an der Brandeis University in Waltham, Massachusetts, wo er 1975 promovierte. 2012 wurde er in die American Academy of Arts and Sciences gewählt.

## Arbeitsgebiet
Ein Schwerpunkt von Roskies Arbeit ist der Holocaust. Im Jahre 1971 veröffentlichte Roskies Night Words: A Midrasch about the Holocaust, einen der ersten liturgischen Texte zum Thema überhaupt. 1984 veröffentlichte Roskies Against the Apocalypse: Responses to Catastrophe in Modern Jewish Culture, wofür er den Ralph-Waldo-Emerson-Preis von Phi Beta Kappa erhielt. Ein Begleitband, The Literature of Destruction, wurde im Jahr 1989 veröffentlicht. Im Jahr 2007 war Roskies Senior Scholar-in-Residence am United States Holocaust Memorial Museum. Gegenwärtig arbeitet er an einer Geschichte der Holocaust-Literatur (Holocaust Literature: A History and Guide).
Ein zweiter Schwerpunkt seiner Arbeit ist seit 1975, dem Erscheinungsjahr des gemeinsam mit Diane Roskies herausgegebenen The Shtetl Book: An Introduction to East European Jewish Life and Lore, die Volkskultur des aschkenasischen Judentums. Dank eines Guggenheim-Stipendiums im Jahr 1985 begann Roskies, die moderne jüdische Rückbesinnung zu Volkskultur und Volkserzählung zu studieren und veröffentlichte The Dybbuk and Other Writings by S. Ansky (Yale, 1992) und A Bridge of Longing: The Lost Art of Yiddish Storytelling (Harvard, 1995). Im Jahr 2005 ist die 30-jährige Jubiläumsausgabe von The Shtetl Book erschienen.
Ein dritter Schwerpunkt der Arbeit von Roskies ist die jüdische Suche nach der Vergangenheit. The Jewish Search for a Usable Past (Die jüdische Suche nach einer brauchbaren Vergangenheit) lautet der Titel einer Sammlung von Essays, die er 1999 veröffentlichte. Im Jahr 2008 erschien das autobiografisch geprägte Werk: Yiddishlands: A Memoir, das die Geschichte der modernen jiddischen Kultur erzählt, betrachtet durch die Linse der eigenen Familiengeschichte.
1981 war Roskies Mitbegründer von Prooftexts: A Journal of Jewish Literary History, seit 1998 ist er Chefherausgeber der New Yiddish Library und Mitherausgeber der Posen Library of Jewish Culture and Civilization.

## Bibliografie
- David G. Roskies: Night Words: A Midrasch about the Holocaust. Clal, 1971.
- Diane K. Roskies, David G. Roskies: The Shtetl Book: An Introduction To East European Jewish Life And Lore. Ktav Publishing House, New York, 1975
- David G. Roskies: Against the Apocalypse: Responses to Catastrophe in Modern Jewish Culture. Harvard University Press, 1984
- David G. Roskies (Hg.): The Literature of Destruction: Jewish Responses to Catastrophe. Jewish Publication Society, Philadelphia, 1989
- David G. Roskies (Hg.): The Dybbuk and Other Writings by S. Ansky. Yale, 1992
- David G. Roskies: A Bridge of Longing: The Lost Art of Yiddish Storytelling. Harvard, 1995
- David G. Roskies: The Jewish Search for a Usable Past (Helen and Martin Schwartz Lectures in Jewish Studies). Indiana University Press, Bloomington, 1999
- David Roskies (Hg.), Leonard Wolf (Hg., Übers.): Introduction to Itzik Manger, The World According to Itzik: Selected Poetry and Prose. New Haven, Yale University Press, 2002.
- Melvin Jules Bukiet (Hg.), David G. Roskies (Hg.): Scribblers on the Roof: Contemporary Jewish Fiction. Persea, New York, 2006.
- David G. Roskies: Yiddishlands: A Memoir. Wayne State University Press, 2008
- David G. Roskies: Holocaust Literature: A History and Guide University Press of New England (in Arbeit)